# 577883 Yelenametyolkina
577883 Yelenametyolkina è un asteroide della fascia principale. Scoperto nel 2009, presenta un'orbita caratterizzata da un semiasse maggiore pari a 2,557458 UA e da un'eccentricità di 0,059524, inclinata di 21,838203° rispetto all'eclittica.
È dedicato a Yelena Metyolkina, protagonista del film di fantascienza sovietico Per aspera ad astra.